# Patrick Haudecœur
 (mai 2022).
Si vous disposez d'ouvrages ou d'articles de référence ou si vous connaissez des sites web de qualité traitant du thème abordé ici, merci de compléter l'article en donnant les références utiles à sa vérifiabilité et en les liant à la section « Notes et références ».
Patrick Haudecœur, né à Lagny, est un dramaturge et acteur français.

## Biographie
Patrick Haudecœur a fait ses premiers pas sur les planches de théâtre où il s'illustre dans Le Petit Prince d'Antoine de Saint-Exupéry. Il a rapidement joué dans diverses pièces comme dans Lady Strass d'Eduardo Manet, Un fil à la patte de Georges Feydeau ou encore À chacun son Serpent de Boris Vian.
En 1990, il joue dans la pièce Trompe la mort avec Danielle Haudecœur. C'est ensuite que vient son premier grand succès : il écrit, met en scène et interprète avec Danielle Haudecœur une nouvelle pièce de théâtre qu'il intitule Thé à la menthe ou t'es citron ? représentée plus de 700 fois au Café de la Gare puis au théâtre des Variétés de 1991 à 1993. Il connaît ainsi un succès inattendu qui le révèle. Parallèlement, on le retrouve dans Le Graphique de Boscop de Sotha, de nouveau au Café de la Gare. En 1994, alors que la tournée de Thé à la menthe ou t'es citron ? est en cours, il participe au Bal des voleurs de Jean Anouilh dans une mise en scène de Jean-Claude Brialy. Entre 1995 et 1996, il joue dans Monsieur de Saint-Futile de Françoise Dorin dans une mise en scène de Jean-Luc Moreau au théâtre des Bouffes-Parisiens. Il revient à ses propres pièces avec Les p'tits vélos qu'il monte à nouveau avec Danielle Haudecœur avec qui il l'a écrit. La pièce a tenu l'affiche de 1996 à 1997 à la Comédie de Paris pendant 300 représentations, assurées par la qualité du spectacle. Durant la tournée de cette pièce, il prend part à l'opérette Là-haut d'Yves Mirande et Gustave Quinson, musique de Maurice Yvain, mise en scène par Jean-Paul Lucet où il se sert de son éducation musicale qu'il a reçue très jeune. Jean-Laurent Cochet l'a mis en scène et choisi comme partenaire dans Chat en poche de Georges Feydeau au Théâtre Mouffetard en 1999. La même année, il participe à L'Auberge du Cheval-Blanc au Théâtre Mogador sous la direction de Jacques Duparc. On le retrouve également à l'affiche du Sire de Vergy aux Bouffes Parisiens, dans une mise en scène d'Alain Sachs.
En 2001, il écrit la pièce qui l'a rendue célèbre au grand public : Frou-Frou les Bains. Dans une mise en scène assurée par Jacques Décombe, la pièce sera jouée plus de 1000 fois au théâtre Daunou et au théâtre de Montreux jusqu'en 2004. Son franc succès sera récompensé par la profession en 2002 par le Molière du meilleur spectacle musical. Après avoir joué dans Portrait de famille en 2005 de Denise Bonal, dirigé par la metteuse en scène Marion Bierry, il écrit sa nouvelle pièce : La Valse des pingouins en 2007. Cette pièce de théâtre rencontrera encore une fois un certain succès populaire. La mise en scène est de nouveau assurée par Jacques Décombe. La pièce sera représentée environ 400 fois, une des dernières représentations a eu lieu au théâtre de l'Hôtel de Ville du Havre, le 22 avril 2007.
Il est marié à la comédienne Isabelle Spade.

## Théâtre

### Auteur et comédien
- 1990 : Trompe la mort, coécrit avec Danielle Haudecœur
- 1991 - 1993 - 2010 : Thé à la menthe ou t'es citron ?, coécrit avec Danielle Haudecœur, théâtre des variétés, Café de la gare, Théâtre Fontaine. Tournée en 1994.
- 1996 - 1997 : Les P'tits Vélos, coécrit avec Danielle Haudecœur, Comédie de Paris. Tournée en 1997 et en 1998.
- 2001 - 2004 : Frou-Frou les Bains, mise en scène Jacques Décombe, théâtre de Montreux, théâtre Daunou
- 2007 : La Valse des pingouins, mise en scène Jacques Décombe, Théâtre des Nouveautés
- 2010 : Thé à la menthe ou t'es citron coécrit avec Danielle Haudecœur, Théâtre Fontaine
- 2016 : Silence, on tourne ! Théâtre Fontaine
- 2019 : Frou-Frou les Bains en tournée et théâtre Tête d'or, puis au Théâtre Édouard VII en 2020
- 2022 : Berlin Berlin coécrit avec Gérald Sibleyras, mise en scène José Paul, Théâtre Fontaine
- 2023 : Mon jour de chance coécrit avec Gérald Sibleyras, mise en scène José Paul, Théâtre Fontaine, seulement auteur
- 2024 : La valse des pingouins, tournée puis théâtre des nouveautés en 2025

### Comédien
- 1992 : Le Graphique de Boscop de Sotha, Café de la Gare
- 1994 : Le Bal des voleurs de Jean Anouilh, mise en scène Jean-Claude Brialy, Festival d'Anjou
- 1995 - 1996 : Monsieur de Saint-Futile, mise en scène Françoise Dorin
- 1997 : Là-haut ! d'Yves Mirande et Gustave Quinson, musique Maurice Yvain, mise en scène David Gilmore, théâtre des Célestins, théâtre des Variétés
- 1999 : L'Auberge du cheval blanc, mise en scène Jacques Duparc, théâtre Mogador
- 1999 : Chat en poche de Georges Feydeau, mise en scène Jean-Laurent Cochet, festivals
- 2000 : Le Sire de Vergy, mise en scène d'Alain Sachs, théâtre des Bouffes Parisiens
- 2005 : Portrait de famille de Denise Bonal, mise en scène Marion Bierry
- 2014 - 2015 : Le Dîner de cons de Francis Veber, mise en scène Agnès Boury, théâtre de la Michodière
- 2016 : Silence on tourne! de Patrick Haudecoeur et Gérald Sibleyras, mise en scène Patrick Haudecoeur, tournée
- 2017 : Silence on tourne! de Patrick Haudecoeur et Gérald Sibleyras, mise en scène Patrick Haudecoeur, théâtre Fontaine
- 2020 : Frou-Frou les Bains de et mise en scène Patrick Haudecoeur, théâtre Edouard VII
- 2022 : Berlin Berlin coécrit avec Gérald Sibleyras, mise en scène José Paul, théâtre Fontaine
- 2025 : La valse des pingouins coécrit avec Gérald Sibleyras, mise en scène José Paul, théâtre des nouveautés

### Metteur en scène
- Crescend'o
- La Chambre mandarine
- Mission double zéro
- La Puce à l'oreille de Georges Feydeau
- Thé à la menthe ou t'es citron ?
- Les P'tit Vélos
- 2010 : Thé à la menthe ou t'es citron ?, théâtre Fontaine
- 2010 : Les Sea Girls / Les Sea Girls fêtent la fin du monde (music-hall burlesque)
- 2016 : Silence on tourne!

### Adaptateur
- 2008 : La Bonne Planque de Michel André, théâtre des Salinières

## Filmographie

### Cinéma
- 2005 : Il ne faut jurer de rien ! d'Éric Civanyan - L'abbé
- 2006 : Incontrôlable de Raffy Shart - Le gardien du parc
- 2008 : Musée haut, musée bas de Jean-Michel Ribes - Le guide Paul Gauguin
- 2009 : Rose et Noir de Gérard Jugnot
- 2011 :  De l'huile sur le feu de Nicolas Benamou
- 2013 :  Peuple de Mylonesse, pleurons la Reine Naphus d'Éric Le Roch, court-métrage

### Télévision
- 1992 : La Télé des Inconnus, France 2
- 1998 : Victor Hector de Christophe Barrault
- 2006 : Jeanne Poisson, marquise de Pompadour de Robin Davis - Lebel
- 2013 : Fais pas ci, fais pas ça, épisode 2, saison 6
- 2014 : La Loi de Christian Faure : Jean-Marie Daillet

### Auteur
- Gags à vue

## Distinctions
- Molière du meilleur spectacle musical en 2002 pour Frou-Frou les Bains
- Molière de la révélation théâtrale en 2007 pour Sara Giraudeau dans La Valse des pingouins
- Nomination au Molière du meilleur spectacle musical en 2007 pour La Valse des pingouins
- Raimu du meilleur auteur en 2007 pour La Valse des pingouins
- Nomination au Molière de la pièce comique en 2010 pour Thé à la menthe ou t'es citron ?
- Molière de la pièce comique en 2011 pour Thé à la menthe ou t'es citron ?